# Ophiurina
Ophiurina es un suborden de equinodermos de la clase Ophiuroidea; contiene la mayoría de especies vivientes del orden Ophiurida.

## Sistemática
Actualmente no hay consenso en lo que concierne a la subdivisión de Ophiurina (tradicionalmente, los infraórdenes se han tratado como subórdenes). Contiene los géneros Amphiura, Amphipholis y Ophiacantha.
El suborden se ha dividido en los siguientes infraórdenes recientes y familias:
- - Ophiacanthidae
- Hemieuryalina
  - Hemieuryalidae
- Chilophiurina
  - Ophiuridae
- Gnathophiurina
  - Amphilepididae
  - Amphiuridae
  - Ophiothricidae
  - Ophiactidae
  - Ophionereididae
  - Ophiocomidae
- Ophiodermatina
  - Ophiochitonidae
  - Ophiodermatidae
- Ophiolepidina
  - Ophiolepididae